# 塔温陶勒盖机场
塔温陶勒盖机场 (Tavan tolgoi nisekh buudal) 是一座位于蒙古国南部南戈壁省朝格特车齐县境内塔温陶勒盖煤矿附近的机场。该机场由蒙古国家能源资源公司建设。

## 航空公司及航点
| 航空公司 | 目的地   |
| -------- | -------- |
| 蒙古航空 | 乌兰巴托 |

## 机场信息
塔温陶勒盖机场位于南戈壁省首府达兰扎达嘎德东偏北方向100公里处，其北方426公里处为蒙古国首都乌兰巴托。